# Giorgio La Malfa

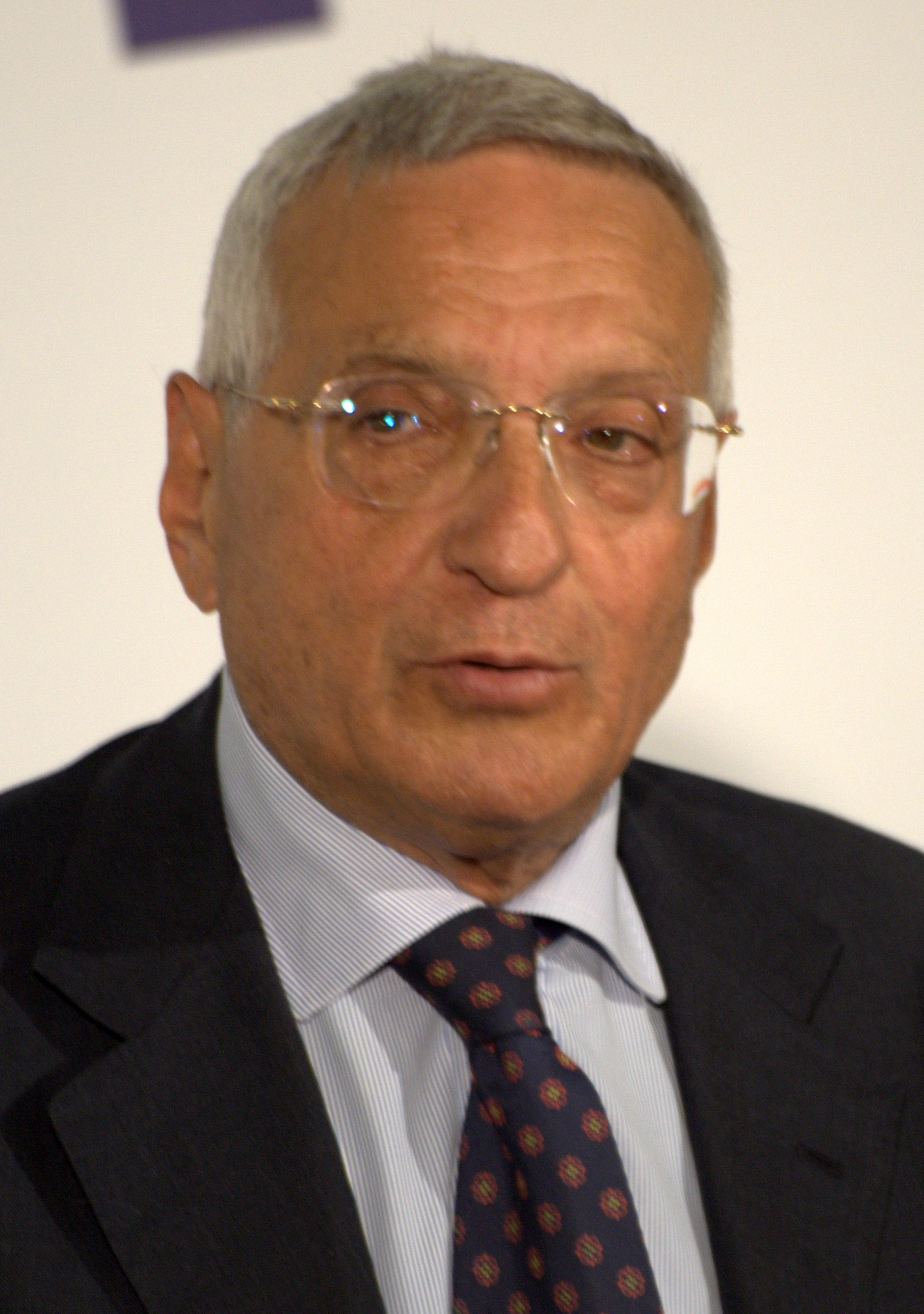
Giorgio La Malfa (2010)

Giorgio La Malfa (* 13. Oktober 1939 in Mailand) ist ein italienischer Wirtschaftswissenschaftler und ehemaliger Politiker der Partito Repubblicano Italiano (PRI). Er führte die Partei als Segretario von 1987 bis 2001 (mit einer Unterbrechung 1993–94) und war von 1972 bis 1994 sowie 1996 bis 2013 Mitglied der italienischen Abgeordnetenkammer.

## Leben
Giorgio La Malfas Vater war der Politiker Ugo La Malfa, der von 1965 bis 1975 die Partito Repubblicano Italiano führte und zwischen 1945 und 1979 verschiedene Ministerämter innehatte. Der Sohn studierte Rechtswissenschaften an der Universität Pavia (Laurea-Abschluss mit Auszeichnung 1961) und anschließend Ökonomie am St John’s College der Universität Cambridge (B.A. 1964). Im Anschluss daran ging er zwei Jahre als Harkness Fellow ans Massachusetts Institute of Technology in den USA. Danach lehrte er Volkswirtschaft, Wirtschaftspolitik, Geldtheorie und -politik an den Universitäten Neapel, Mailand, Turin und Catania. An letzterer wurde er 1980 zum ordentlichen Professor berufen. Für seine politischen Ämter ließ er sich zeitweise von der Lehrtätigkeit beurlauben. 

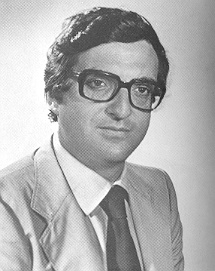
Abgeordnetenporträt La Malfas ca. 1979

La Malfa wurde 1972 erstmals für die PRI in die italienische Abgeordnetenkammer gewählt, der er während sechs aufeinanderfolgender Legislaturperioden bis 1994 angehörte. Von 1980 bis 1982 war er Haushaltsminister, von 1987 bis 1993 war er segretario (d. h. Parteivorsitzender) der kleinen liberalen Partito Repubblicano Italiano. Von 1989 bis 1992 gehörte er zusätzlich auch dem Europäischen Parlament an, wo er in der Liberalen und Demokratischen Fraktion saß. Unter seiner Führung schnitt die PRI bei der Parlamentswahlen 1992 mit 4,4 Prozent der Stimmen vergleichsweise stark ab. Nach dem großen, mehrere Parteien überspannenden Korruptionsskandal (Mani pulite) zog er sich im Februar 1993 zunächst von der Parteiführung zurück.
Anfang 1994 kehrte La Malfa an die Parteispitze zurück und führte die zerfallende PRI bei den anstehenden Parlamentswahlen in das Mitte-Bündnis Patto per l’Italia (mit Patto Segni und PPI), das jedoch recht schwach abschnitt, was durch das neue Mehrheitswahlrecht noch verstärkt wurde. Die PRI verlor alle ihre Parlamentssitze bis auf einen. Im Juni desselben Jahres wurde La Malfa als einziger Vertreter seiner Partei erneut ins Europäische Parlament gewählt, wo er bis 1999 Vorstandsmitglied der liberalen ELDR-Fraktion war. Bei der italienischen Parlamentswahl 1996 trat die PRI wieder zusammen mit der christdemokratischen PPI auf der Liste von Romano Prodi an, die Teil des Mitte-links-Bündnisses L’Ulivo war. La Malfa selbst zog als Vertreter des Wahlkreises Mirano (Venetien) nach zwei Jahren Unterbrechung wieder in die Abgeordnetenkammer ein. 
Vor den Wahlen 2001 wechselte die PRI die Seiten und verbündete sich mit Silvio Berlusconis Forza Italia und dem Mitte-rechts-Lager. La Malfa führte die PRI als Segretario bis Oktober 2001, anschließend übernahm er bis 2006 das eher repräsentative Parteiamt des Presidente. Zudem war er von 2001 bis 2005 Vorsitzender des Finanzausschusses in der Abgeordnetenkammer. Von April 2005 bis April 2006 war er als Minister ohne Geschäftsbereich im Kabinett Berlusconi III zuständig für Angelegenheiten der Europäischen Union. Dank dem fortgesetzten Bündnis der PRI mit Forza Italia bzw. deren Nachfolgepartei Il Popolo della Libertà (PdL) gelang La Malfa bei den Parlamentswahlen 2006 und 2008 der Wiedereinzug als Abgeordneter in die Camera dei deputati. Dort war er 2006–2008 Sprecher der „gemischten Gruppe“ fraktionsloser Abgeordneter im Ausschuss für Haushalt, Finanzen und Planung. 
Im Dezember 2010 sprach La Malfa der Berlusconi-Regierung das Misstrauen aus. Wegen dieses Verstoßes gegen die Parteidisziplin wurde er im Folgejahr aus der PRI ausgeschlossen. Von 2008 bis 2013 war La Malfa einer der italienischen Vertreter in der Parlamentarischen Versammlung der NATO und von 2012 bis 2013 deren Vizepräsident. Nach der Wahl 2013 schied er aus dem Parlament aus.
La Malfa ist Mitglied im European Leadership Network.

## Werke (Auswahl)
- 1970: Le innovazioni nella teoria dello sviluppo.
- 1985: L'Italia al bivio, ristagno o sviluppo. (gemeinschaftlich mit E. Grilli und P. Savona)
- 1992: Le ragioni di una svolta. (gemeinschaftlich mit G. Turani)
- 2000: L'Europa legata: i rischi dell'euro.
- 2014: Cuccia e il segreto di Mediobanca.
- 2016: John Maynard Keynes. ISBN 978-88-07-22703-5